# Joan Grifoll i Guasch
Joan Grifoll i Guasch (Mont-roig del Camp, 30 d'agost del 1933 - Cambrils, 16 de gener del 2003) va ser un sacerdot català, professor i compositor, especialment de música religiosa.

## Biografia
De l'any 1949 al 1957 cursà estudis de música. Després de passar pel seminari de Tarragona, fou ordenat sacerdot el 1957. L'any 1979 obtingué la llicenciatura en filologia catalana i posteriorment treballà de professor de llengua i literatura catalana. Va ser rector de les parròquies de Falset, Reus, la Nou de Gaià, Bràfim i Sant Pere de Cambrils.
Als anys 1978-1994 va ser membre de la "Schola de Cant Gregorià de l'Obra Cultural Santes Creus" i ha rebut diversos premis musicals. Publicà l'estudi La cultura musical i el seu entorn: primer centenari del Seminari de Tarragona (1886-1986) i té inèdits els treballs Qüestions d'estètica i crítica musical (1993) i L'orgue del Claustre / L'orgue de Bràfim (1993). Estigué vinculat a la Coral de la Canonja (1979-1987), per a la qual harmonitzà cançons.
Com a compositor té una Missa polifònica, cent noranta peces inèdites en el seu recull Polifonia sacra i profana (1949-1994), altres obres religioses com nadales i goigs i algunes sardanes.

## Obres
- Au, adéu Festa Major, sardana
- Ave [Maria] a la Mare de Déu del Tallat, amb lletra de Ramon Muntanyola
- Cant a Sant Antoni, (1989). Música de Josep Gols i lletra de Ventura Gassol, transcripció de Joan Grifoll
- El Crist de la Solitud, sardana
- La guardadora d'oques (1989), cançó infantil
- El meu poble rialler, sardana
- Himne a la Mare de Déu del Tallat, amb lletra de Ramon Muntanyola
- Missa polifònica, (1966, 1986). A quatre veus i orgue
- Sardana d'abril
- Simpàtica Susi, sardana

### Edicions
- Enaltiu el senyor 1993
- Fugues per a piano o trio (Exercicis d'escola) 1988

### Goigs
- Goigs a honor de Sant Pere Apòstol: patró del port de Cambrils, (1990). Lletra de Joan Roig i Montserrat
- Goigs a la gloriosa Sant Llúcia...venerada a la Bisbal de Falset, (1984). Lletra de Carme Perelló i Masip
- Goigs a la Mare de Déu de la Riera [de les Borges del Camp] (1991), anotació i estructuració de Joan Grifoll
- Goigs a la transfiguració del Santíssim Salvador Jesucrist, patró de Pira (1998), lletra de Joan Roig
- Goigs a la Mare de Déu del Roser (del Portal del Roser d'Ulldemolins), (1987). Lletra de Joan Roig
- Goigs a la Verge de la Candela, co-patrona de Botarell (2000), lletra de Joan Vilella i Casals
- Goigs a llaor de la Mare de Déu del Roser, venerada a la capella-oratori de la casa Fusté de Nicolau de Vinyols i els Arcs, (1985). Lletra de Joan Magrinyà
- Goigs a lloança de Santa Llúcia...patrona de Bellmunt de Priorat, (1990). Lletra de Joan Roig
- Goigs a Sant Ciríac, diaca màrtir i protector d'Eivissa i Formentera, (1990). Lletra de Joan Roig
- Goigs a santa Maria Magdalena, patrona del Pont d'Armentera, (1983). Lletra de Joan Roig
- Goigs al Goig dels Àngels de l'Assumpció de Maria, (1987). Lletra de Josep Feu i Sala
- Goigs en honor dels sants màrtirs innocents compatrons del poble de Bellmunt, província y arquebisbat de Tarragona, (1990). Text tradicional; música tradicional transcrita per Joan Grifoll
- Goigs en llaor de Sant Bartomeu de Fraguerau (d'Ulldemolins), (1986). Lletra de Joan Roig
- Goigs en lloança de la benaurada Maria Teresa de Calaf (2003), amb lletra de Joan Roig
- Goigs en lloança de la Mare de Déu de la Soledat venerada a l'església de Natzaret de Tarragona, (1982). Lletra de Joan Roig
- Goigs en lloança de Sant Joan de la Creu...venerat al monestir de Carmelites Descalces de Binissalem, (1992). Lletra de Joan Roig
- Goigs en lloança de Sant Pere Apòstol, patró i titular de la parròquia de Belltall, (2000). Lletra de Joan Roig
- Goigs en lloança de Santa Bàrbara...Ermita ara dita de Sant Antoni d'Ulldemolins, (1997). Lletra de Joan Roig
- Goigs en lloança de Santa Maria de Falset, (2001). Lletra de Joan Roig
- Goigs en lloança del misteri de la Passió del Senyor (1994), amb lletra de Josep Martí i Eixalà, fet per al pas "Vetlleu i Pregueu" de la Setmana Santa de Tarragona